# باشگاه فوتبال رئال مادرید کاستیا
رئال مادرید کاستیا (به اسپانیایی: Real Madrid Castilla)، یک باشگاه حرفه‌ای فوتبال است که در مادرید، پایتخت اسپانیا قرار دارد و در سطح سوم موسوم به پریمرا فدراسیون اسپانیا حضور دارد. این تیم، تیم دوم رئال مادرید محسوب می‌شود.
برخلاف لیگ انگلستان، در اسپانیا تیم‌های رزرو در لیگی مشابه لیگ اصلی بازی می‌کنند، اما تیم‌های رزرو و اصلی نمی‌توانند در یک لیگ حاضر باشند. به همین دلیل است که تیم کاستیا نمی‌تواند در لالیگا حضور داشته باشد. همچنین، طبق قوانین جدید، این تیم دیگر در کوپا دل ری هم نمی‌تواند حضور داشته باشد. در گذشته قرار داد بازیکنان تیم دوم رئال مادرید طوری بود که همه آن‌ها می‌توانستند در تیم اصلی هم هم‌زمان بازی کنند؛ اما طبق قوانین جدید، اکنون تنها بازیکنان سهمیه زیر ۲۳ و ۲۵ سال هستند که، در صورت داشتن قرارداد حرفه‌ای، می‌توانند در تیم اصلی نیز بازی کنند.
این تیم برای آماده ساختن بازیکنان برای تیم اصلی رئال مادرید و همچنین برای تست و کسب تجربهٔ مربیان رئال مادرید است. 

## افتخارات
- سگوندا دیویسیون
  - "قهرمان:" ۱۹۸۳-۸۴
- کوپا دل ری
  - "نایب قهرمان:" ۱۹۷۹-۸۰
- سگوندا دیویسیون بی قهرمان:" ۱۹۹۰-۹۱، ۲۰۰۱-۰۲، ۲۰۰۴-۰۵، ۲۰۱۱-۱۲
- تراسرا دویسوژن
  - "قهرمان:" ۱۹۴۸-۴۹، ۱۹۵۴-۵۵، ۱۹۵۶-۵۷، ۱۹۶۳-۶۴، ۱۹۶۵-۶۶، ۱۹۶۷-۶۸